# 래리 존슨 (농구 선수)
래리 드메트릭 존슨(영어: Larry Demetric Johnson, 1969년 3월 14일 ~ )은 미국의 은퇴한 농구 선수로 포지션은 파워 포워드이다. 현역 시절에 NBA의 샬럿 호니츠와 뉴욕 닉스에서 활약하였다.

## 초기 경력
텍사스주 타일러에서 태어난 래리 존슨은 1987년 맥도날드 전 미국 고등학교 팀으로 선발된 후 텍사스 오데사 칼리지에서 농구 경력을 시작하였다. 그는 1987-88과 1988-89 시즌에서 활약하며 신입생 때 평균 22.3득점, 2학년때 29점 이상의 득점을 기록하면서 국립 주니어 칼리지 선수 협회의 올해 선수 상을 수상하였다.
그후 네바다 대학교 라스베이거스(UNLV)로 편입하여 1990년 NCAA결승전에서 득점 22점과 11개의 리바운드를 기록하면서 103-73으로 우승하였다.
1991년 NCAA 64강 토너먼트에서 승승장구하던 UNLV는 NCAA 2연패에 도전했지만, 결승전에서 듀크 대학교에게 패하고 말았다. 그는 대학생활 2번이나
전미 퍼스트팀에 선발되었고, 올해의 서부 빅 컨퍼런스 선수상(1990)과 MVP 상(1991)을 수상하였다.

## NBA 경력

### 샬럿 호니츠
래리 존슨은 1991년 NBA 드래프트에서 전체순위 1번으로 샬럿 호니츠에 선발되어 그해 신인상을 수상하였다.
또한 1992년 올랜도에서 열린 올스타전 슬램 덩크 컨테스트에서 피닉스 선스의 세드릭 세발로스에 이어 2위를 하였다.
1993년 존슨은 샬럿 호니츠 구단 역사에 처음으로 올스타에 선발되었으며, 82경기에서 평균22.1득점,10.5리바운드를 기록하며 올 NBA 세컨드 팀에 선발되며 자신의 최고 시즌을 기록하게 된다. 알론조 모닝, 머그시 보그스, 델 커리, 허시 호킨스, 켄들 길, 스콧 버렐 등과 함께 1990년대 초~중반에 걸쳐 살럿 호니츠의 전성기를 만들어간다. 이 시기 동안에 LJ 또는 "그랜드마마"(컨버스 농구화 광고)라는 별명을 얻었다.  (복서 출신인 그의 거대한 근육질 몸집에서 나오는 덩크슛을 보고 "하늘을 나는 거대한 바위" 이라고 부르기도 하였다.)
10월 존슨은 호니츠와 12년간 8천 4백만 달러 계약으로 당시 NBA 역사상 가장 성공적인 계약을 맺었다.
그러나 그해 93년 12월 27일 디트로이트 피스턴스와 시즌경기에서 등 부상(디스크)을 당한 후 31경기를 결장했다. 이 부상은 래리 존슨의 농구 인생에 가장 큰 타격이었다. (찰스 바클리도 이 부상으로 은퇴할때까지 고생했다.)
1994년 FIBA 세계 농구 선수권 대회에서 금메달을 획득하였다.
존슨은 공격적인 포워드로써 리그 평균 20득점 이상과 평균 10 리바운드를 기록하였다. 그러나 절반에 가까이(31게임) 결장하게 되었던 1993~94시즌 당한 등 부상 이후 폭발적인 운동능력과 점프력,힘,골밑공격을 기본으로 하던 플레이를 할 수 없게 되고 스스로 플레이 스타일을 변화시키게 된다.
슛거리역시 주무대였던 골밑에서 점차 미들라인,3점라인으로 바뀌게 되고, 점퍼를 바탕으로 한 평범한 플레이어로 바뀌어 버린다.
1994-95시즌에 81개의 3점슛 성공을 기록하였고, 1995년 NBA 올스타에 선발된다. 등부상(디스크)을 완치하지 못한 채 94~95시즌 , 95~96시즌 분전하며 팀을 이끌지만 포워드로써의 리바운드 수치는 점점 떨어진다. 
이후 알론조 모닝과의 불화로 인해 팀을 재구성하는 상황으로 바뀌게 되버렸고, 2:1트레이드(모닝-->글렌 라이스 , 매트 가이거)를 통하여 모닝을 마이애미 히트로 이적시킨다.
존슨 역시 1년 후 2:1트레이드(존슨-->앤써니 메이슨 , 브래드 로하우스)를 통해 뉴욕 닉스로 이적하게 된다.
호니츠는 존슨의 강력한 골밑플레이와 리바운드를 기대했지만 , 부상이후 운동능력을 상실한 존슨이 팀에 한 축이 될 수 없다고 판단 후 닉스에서 굳은일을 도맡아 하던 앤써니 메이슨을 원했다. 닉스 역시 패트릭 유잉과 함께 골밑을 맡아줄 존슨을 원했지만 결과는 닉스의 기대대로 되지 않았다.

### 뉴욕 닉스
닉스 이적 첫 시즌에서 76게임을 출전하며 평균12.8득점 ,5.2리바운드 ,2.3어시스트를 기록하였다.
노장 패트릭 유잉 (78게임,22.4득점,10.7리바운드,2.4어시스트) 과 찰스 오클리 (80게임,10.8득점,9.8리바운드,2.8어시스트), 그리고 떠오르는 차세대 슈팅가드 앨런 휴스턴 (80게임,14.8득점,3.0리바운드,2.2어시스트) 3명의 주요 선수들과 비교했을 때 그리고 샬럿 시절에 비하면 한마디로 초라한 시즌 성적이었다.
그래도 래리 존슨은 1999년 동부 컨퍼런스 결승 닉스의 주역이었다.
동부 컨퍼런스 결승전 3차전 인디애나 페이서스와 경기 4쿼터 11.9초가 남은 상황에서 3점 슛 라인에서 공을잡은 존슨은 드리블을 치다 3점슛을 시도하기전 수비수 안토니오 데이비스와 접촉이 있었지만, 심판은 곧이은 존슨의 3점슛 시도상황에 휘슬을 불어 슈팅 파울로 선언되었다. 존슨의 3점슛성공과 추가 자유투 성공에 힘입어 닉스 92-91의 대역전승을 한다.
1999년 NBA 결승전에서 존슨은 닉스를 "반란적 노예들"의 단체로서 묘사하였다.  (존슨은 "우리 팀에는 체재에 반역하는 노예들이 많다. 노예란 의미는 우리가 아무리 노력해도 주류로 편입될 수 없다는 뜻”이라며 백인 구단주 운영에 불만을 표했다.)
2001년 10월 10일 장기간 걸친 자신의 등부상, 무릎부상 등의 문제와 함께 은퇴를 한다.

## 이후의 경력
2007년 7월 존슨은 뉴욕 닉스 코칭스태프 참여에 대한 흥미를 표현하였다.
그 해 12월 21일에 라스베이거스 네바다 주립대학교에서 사회학 문학학위를 수료하였다.